# Komet Taylor
Komet Taylor (uradna oznaka je 69P/Taylor) je periodični komet z obhodno dobo okoli 7 let. Komet pripada Jupitrovi družini kometov.

## Odkritje
Komet je odkril 24. novembra 1915 astronom Clement Jennings Taylor v Cape Townu v Južni Afriki. .

## Opazovanja
George van Biesbroeck in E. E. Barnard (na Observatoriju Yerkes, Wisconsin, ZDA) sta opazila, da je komet razpadel na dva dela.
Predvidevali so, da se bo komet vrnil leta 1922, vendar so ga izgubili. Leta 1928 so po odkritju kometa Reinmuth 1 bili prepričani, da je novi komet v resnici izgubljeni komet Taylor. Podobno so mislili tudi leta 1951 ob odkritju kometa Arend-Rigaux.
N. A. Beljajev in V. V. Emeljanenko sta predvidevala vrnitev kometa 25. januarja 1977. Na fotografskih ploščah iz 13. decembra 1976 pa je našel njegov posnetek Charles Kowal.
Komet so ponovno opazili v letih 1984 in 1990. Leta 1998 je imel magnitudo 12, ko se je gibal zelo blizu Zemlje.